# Li Bo (773-831)
Pour les articles homonymes, voir Li.
Li Bo, (chinois : 李渤 ; pinyin : lǐ bó， également nommé 濬之 ou Monsieur (du?) cerf blanc 白鹿先生), né en 773 et décédé en 831, est un poète chinois originaire de Luoyang.
Il participa notamment à l'Académie de la Grotte du cerf blanc, dans l'actuelle province du Jiangxi.